# Tauala australiensis
Tauala australiensis är en spindelart som beskrevs av Fred R. Wanless 1988. Tauala australiensis ingår i släktet Tauala och familjen hoppspindlar. Inga underarter finns listade i Catalogue of Life.